# Tuc de Saumet
El Tuc de Saumet  es una montaña de los Pirineos de 2461 metros, situada en el municipio del Alto Arán en la comarca del Valle de Arán, provincia de Lérida (España).
Está situado cerca del Tuc de Vacivèr (2644 metros) en el valle de Bacivèr, valle atravesado por el río Malo .